# Clermain
Clermain foi uma comuna francesa na região administrativa de Borgonha-Franco-Condado, no departamento Saône-et-Loire. Estendia-se por uma área de 5,71 km². Em 2010 a comuna tinha 681 habitantes (densidade: 119,3 hab./km²).
Em 1 de janeiro de 2019, passou a formar parte da nova comuna de Navour-sur-Grosne.